# Pseudexechia tanganyikae
Pseudexechia tanganyikae är en tvåvingeart som först beskrevs av Lindner 1958.  Pseudexechia tanganyikae ingår i släktet Pseudexechia och familjen svampmyggor.
Artens utbredningsområde är Tanzania. Inga underarter finns listade i Catalogue of Life.